# Тугаринов, Василий Петрович

Тугаринов Василий Петрович

Василий Петрович Тугаринов (29 декабря (10 января) 1898 (1899), село Березовец, Осташковский уезд, Тверская губерния, Российская империя — 8 марта 1978) — советский философ, доктор философских наук (1951), профессор (1951). Специалист в области философской онтологии и аксиологии.

## Биография
Родился в селе Березовец Осташковского уезда, в семье священника Воскресенской церкви погоста Березовца Петра Иоакимовича Тугаринова и сельской учительницы Марии Алексеевны. Окончил Осташковское духовное училище и 4 класса Тверской духовной семинарии, благодаря чему блестяще знал латинский язык. По воспоминаниям профессора Г. Л. Тульчинского, Тугаринов испытал мировоззренческий кризис и "отрекся от Бога".
В 1917 году учился на естественном факультете МГУ, но прервал занятия. В 1917—1918 годах работал учителем Петровщинской волостной начальной школы Осташковского уезда.
В 1925 году окончил общественно-педагогическое отделение МГУ по специальности «история и философия».
В 1936 году — аспирантуру Коммунистической академии.
С 1935 по октябрь 1937 года — проректор по учебной части и заведующий кафедрой философии Калининской областной советской партийной школы.
В ноябре 1937 года исключён из ВКП(б).
С 1938 года — учитель русского языка и литературы в неполной средней школе для взрослых № 3 Новопромышленного района, затем в средней школе № 10 Калинина.
В феврале 1939 года восстановлен в ВКП(б). Работал штатным лектором Калининского горкома ВКП(б).
Во время войны (1941—1945 годы) — директор средней школы в Челябинской области.
С сентября 1939 по 1948 год работал в Калининском государственном педагогическом институте.
В 1951 в Институте философии АН СССР защитил докторскую диссертацию «Диалектический материализм о законе и закономерности» (Монография: «Законы объективного мира, их познание и использование»). С 1951 — декан философского факультета, с 1960 — заведующий кафедрой диалектического и исторического материализма ЛГУ. Был освобождён от этих должностей за создание студентами факультета «Истинной Коммунистической партии».
Удостоен второй премии ЛГУ за книгу «Законы объективного мира, их познание и использование».
Похоронен в деревне Залучье Осташковского района.

## Философия
Особенностью философии Тугаринова было интуитивное схватывание «гнёзд понятий», которые в дальнейшем уточнялись с помощью сравнения. Учёный резко критиковал современных представителей номинализма — позитивистов — и утверждал реальность общих понятий. Также в его онтологии (как и у Плеханова) заметно влияние Спинозы.
Основной заслугой Тугаринова является возрождение онтологии в СССР. Он замечал, что марксизм действительно делится на диамат и истмат. Диамат обычно воспринимается исключительно как метод познания, т. е. в ключе гносеологии. Между тем для адекватного постижения окружающего мира необходимо знание категорий, которые он разделяет на три класса: субстанциальные, атрибутивные и релятивные, т. е. сущность, свойство и отношения. К примеру, природа — это сущность, сознание и движение — это свойства, а закон — отношение. Природа — это весь мир, у которого есть две формы: внешняя (бытие) и внутренняя (материя). Материя — это субстрат.
В общественном сознании он выделял идеологию и общественную психологию. Само же общественное сознание делилось на 4 формы:
- искусство,
- наука,
- мораль,
- философия.

Рассматривая категорию базиса и надстройки, Тугаринов выделял три надстройки: социальную, политическую и духовную. При этом он отмечает, что надстройка шире по значению, чем общественное сознание.
Философию ценностей Тугаринов основывал на материалистическом понятии потребностей (стимулов). Потребность осознается в интересе, предмет интереса есть цель, а цель есть мысленный образ ценности. Ценности Тугаринов делил на три класса: материальные (например, пища), социально-политические (например, свобода) и духовные (например, истина). Также они могут быть экзистенциальными (наличными, т. е. достигнутыми), целевыми (намечаемыми) и нормативными. Теория ценностей является для него фундаментом учения о практике.

## Семья
Дочь — Наталья Васильевна, сын — Виктор Васильевич.

## Сочинения
- «Учёные записки КГПИ», 1946. — Т. 10. — Вып. 2. — С. 55-80.
- Законы природы и общества. — М., 1956.
- Соотношение категорий диалектического материализма. Л., 1956
- Общественное бытие. Л., 1958;
- О ценностях жизни и культуры .Л., 1960
- Личность и общество. — М., 1965.
- Теория ценностей в марксизме. — Л., 1968.
- Философия сознания. — М.: Мысль, 1971. - 199 с.
- Предвидение и современность. — Л., 1976.
- Природа, цивилизация, человек. Л., 1978.
Перевод книги на чешский язык: Tugarinov Vasilij Petrovič. Příroda, civilizace, člověk / Překlad: Jaroslav Jemelka. — Praha: Panorama, 1981. — 196 с. — 196 p. — (Pyramida).
- Избранные философские труды. - Л.: Издательство Ленинградского университета. 1988. —344 с. ISBN 5-288-00012-3